# سونيتا علي زاده
سونيتا علي زاده (بالفارسية: سونیتا علی زاده؛ مواليد 1996) مغنية راب وناشطة أفغانية تعارض الزواج القسري. لفتت علي زاده الانتباه لأول مرة عندما أطلقت مقطع فيديو بعنوان "عروسات للبيع"، وهو مقطع فيديو تغني فيه الفتيات اللواتي يتم بيعهن للزواج من قبل عائلاتهن. بمساعدة مخرجة الأفلام الوثائقية الإيرانية رخصاريه جايماجامي والتي وثقت قصتها في فيلم (sonita) لأكثر من ثلاث سنوات، قامت علي زاده بتصوير الفيديو هربًا من زواج كان والداها يخططان لها، رغم أنه من غير القانوني للمرأة أن تغني علنًا في إيران، حيث كانت تعيش هناك في ذلك الوقت. بعد إطلاق مقطع الفيديو على موقع يوتيوب، اتصلت "سترونك هارت كروب" بعلي زاده، والتي عرضت عليها تأشيرة طالب ومساعدة مالية للحضور والدراسة في الولايات المتحدة الأمريكية، حيث انتقلت بعد ذلك إلى الولايات المتحدة وأقامت هناك منذ ذلك الحين. في عام 2015، تم إدراجها كواحدة من ضمن قائمة الـ BBC لـ 100 امرأة.

## نشأتها
نشأت علي زاده في هرات، أفغانستان، تحت حكم طالبان. فكرت عائلتها لأول مرة في بيعها كعروس عندما كانت في العاشرة من عمرها. وقالت علي زاده إنها في ذلك الوقت لم تكن تفهم تمامًا معنى ذلك. وبدلاً من ذلك، فرت عائلتها إلى إيران هربًا من طالبان. في إيران، عملت علي زاده في تنظيف الحمّامات، بينما علمت نفسها القراءة والكتابة. خلال هذا الوقت، اكتشفت أيضًا موسيقى مغني الراب الإيراني ياس ومغني الراب الأمريكي إيمينيم. مستوحاة من موسيقاهم، بدأت في كتابة أغانيها الخاصة. في عام 2014، دخلت علي زاده في مسابقة أمريكية لكتابة أغنية لجعل الشعب الأفغاني على التصويت في انتخاباتهم. فازت بجائزة قدرها 1000 دولار أرسلتها علي زاده إلى والدتها التي عادت إلى أفغانستان.

## عروسات للبيع
بعد فترة وجيزة من فوزها بالمسابقة ، أرسلت والدة علي زاده طلبها للعودة إلى أفغانستان قائلة إنها وجدت رجلاً ليشتريها. كانت تبلغ من العمر 16 عامًا. كانت والدتها تحاول كسب 9000 دولار من المهر حتى يتمكن شقيقها الأكبر من شراء عروس، واعتقدت أنها يمكن أن تحصل على 9000 دولار على الأقل من خلال بيع ابنتها. بعد أن دفعت رخصاريه جايماجامي، مخرجة الفيلم الوثائقي Sonita 2000 دولار لوالدة سونيتا وطلبت ستة أشهر من الوقت لسونيتا، كتبت "عروسات للبيع" وصورت رخصاريه جايماجامي الفيديو الموسيقي الذي حظي باهتمام دولي. لم يكن الفيديو شائعًا لدى النساء في أفغانستان فحسب، بل جذب انتباه مجموعة Strongheart Group غير الربحية، والتي رتبت لوصول علي زاده إلى الولايات المتحدة  جاءت سونيتا، كما تُعرف في بيئتها المدرسية، إلى الولايات المتحدة وحصلت على دبلوم المدرسة الثانوية من مدرسة داخلية تحضيرية للكلية الدولية.

## الحاضر
تعيش علي زاده حاليًا في نيويورك وتدرس في كلية بارد. بالإضافة إلى حضور الفصول، تستمر في كتابة الأغاني. فيلم وثائقي بعنوان Sonita، تم عرضه لأول مرة في مهرجان أمستردام الدولي للأفلام الوثائقية في نوفمبر 2015.
حصل الفيلم على آراء إيجابية. دخل الفيلم في مهرجان صاندانس السينمائي وفاز بجائزة لجنة التحكيم الكبرى للسينما العالمية عن فيلم وثائقي. تم عرض الفيلم أيضًا في مهرجان سياتل السينمائي الدولي في عام 2016، وصنفته مجلة سياتل ألت أسبوعية السترينج بأنه ميزة "لا تفوتها".

## الجوائز
- في عام 2017 نالت جائزة Asia Game Changer Awards
- في عام 2018 نالت جائزة MTV Europe Music Generation Change Award
- في عام 2021 نالت جائزة محمد علي الإنسانية الفائز بالمبادئ الأساسية الستة للإدانة[13]
- في عام 2021 نالت جائزة الحرية